# Нетус
Нетус — у германському язичництві це богиня, пов'язана з церемоніальною процесією возів. Римський історик І століття нашої ери Тацит у своїй етнографічній праці «Германія» описує Нетус як «Мати-Землю».
У «Германії» Тацит пише, що група германських народів особливо вирізнялася своїм шануванням богині. Тацит досить детально описує процесію возів: Віз Нетус знаходиться на невизначеному острові в «океані», де він зберігається у священному гаю і затягнутий у білу тканину. Тільки жрець може торкатися його. Коли жрець виявляє присутність Нетус біля воза, у нього запрягають телиць. Усюди, де проїжджає віз Нетус, його урочисто та мирно зустрічають, а під час цієї ходи ніхто не йде на війну, а всі залізні предмети замикають на ключ. Згодом, коли богиня наситилася людським товариством, жрець повертає віз до її «храму», а раби ритуально омивають богиню, її віз і тканину у «відокремленому озері». За Тацитом, рабів одразу ж топили в озері.
Вчені пов'язують опис Тацита з церемоніальними возами, знайденими приблизно з часів Тацита і до доби вікінгів, зокрема з германським возом залізного віку Дейб'єрг у Данії та корабельним поховальним возом епохи вікінгів в Осеберзі в Норвегії. Ім'я богині Нетус (від прагерманського *Nerþuz) є ранньогерманським етимологічним попередником давньоскандинавського імені Ньйорд, чоловічого божества, яке в скандинавській міфології асоціюється з возами та водою. Разом зі своїми дітьми Фрейєю та Фрейром вони утворюють родину божеств Ванір. Давньоскандинавські записи містять три оповіді про ритуальні процесії возів, які вчені порівнюють з описом Тацита про процесію возів Нетус, одна з яких (і, можливо, всі вони) зосереджуються на сині Ньйордра Фрейрі.
Крім того, вчені намагалися пояснити різницю в статі між ранньогерманською та давньоскандинавською формами божества, обговорювали потенційні етимологічні зв'язки з незрозумілим жіночим ім'ям Ньорун, згадку про таємничу сестру-дружину Ньйорд, пропонували різні місця, де могла відбуватися процесія (як правило, в Данії), а також розглядали джерела Тацита для його опису.
«Нетус» Тацита мала певний вплив на популярну культуру, зокрема, на нині широко відкинуте в Німеччині рукописне читання «Герти».

## Етимологія

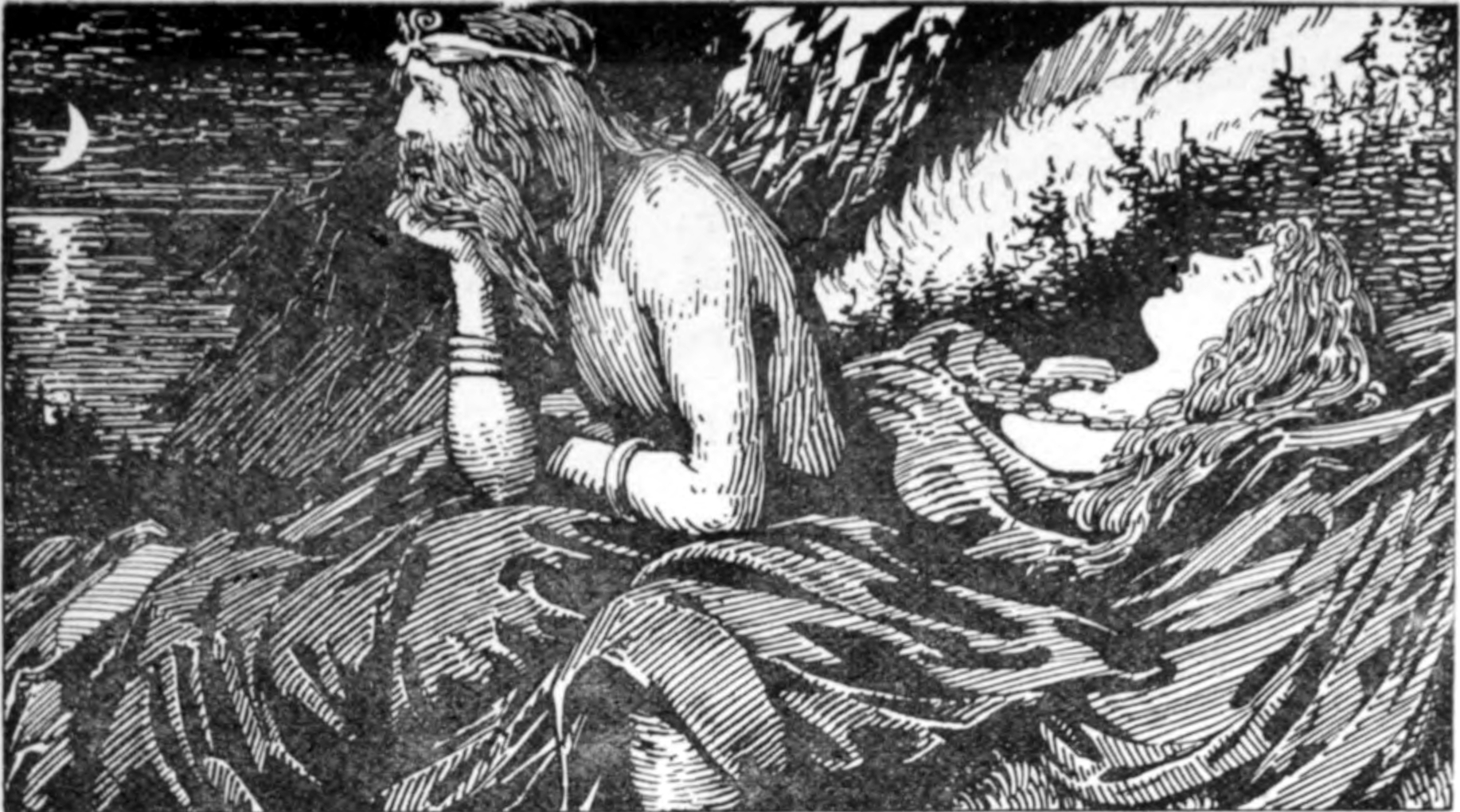
«Морське бажання Ньйорда», В. Г. Коллінгвуд, 1908 рік

Зазвичай вчені ототожнюють богиню Нетус з Ньйордом, божеством, яке засвідчено в давньоскандинавських текстах і в численних скандинавських топонімах. Вчені ідентифікують романо-германське Nerthus як мовного попередника давньоскандинавського імені божества Njörðr і реконструювали його як протогерманське *Nerþuz. Як накреслив філолог Джон МакКіннелл, «Nerthus > * Njarðuz (розрив) > * Njǫrðuz > Njǫrðr». Крім того, вчені пов'язують і Нетуса, і Ньйорда з незрозумілим іменем давньоскандинавської богині Ньєрун.
Значення теоніма неясне, але, схоже, воно споріднене з давньоірландським nert, що означає «сила», можливо, в значенні «могутній». Назва може бути пов'язана з давньоанглійським geneorð, що означає «задоволений», та давньоанглійським топонімом Neorxnawang, що у давньоанглійських текстах використовувався для позначення слова «рай» або «північ». За словами філолога Яана Пувела, «*Nerthuz етимологічно амбівалентне, споріднене не лише з давньоірландським nert „сила“ та грецьким andro-, але й з ведичним sū-nrt́ā „добра енергія, життєва сила“ (використовується особливо для Uṣás, тобто є гендерно амбівалентним)». За словами МакКіннелла, «значення імені зазвичай пов'язували з давньоірландським nert „сила“ (тобто „могутній“), але воно може бути пов'язане з давньоанглійським geneorð „задоволений“ і neorxnawang „рай“ (буквально „поле задоволення“), або зі словом „північ“ (тобто „божество північних народів“, пор. грецьке νέρτερος „приналежність до підземного світу“)».

## Германія
У розділі 40 своєї етнографії «Германія» римський історик Тацит, обговорюючи племена свебів у Германії, пише, що, окрім густонаселених семнонів і войовничих лангобардів, існує ще сім віддалених племен свебів; реудіґни, авіони, англи, варіни, евдоси, сауріни і нуїтони. Сім племен оточені річками та лісами, і, за словами Тацита, немає нічого особливо вартого уваги про них як про окремих людей, але вони особливо вирізняються як група тим, що всі вони поклоняються богині Нетусі. Розділ читається так:

| Латинський оригінал: Contra Langobardos paucitas nobilitat: plurimis ac valentissimis nationibus cincti non per obsequium, sed proeliis ac periclitando tuti sunt. Reudigni deinde et Aviones et Anglii et Varini et Eudoses et Suardones et Nuithones fluminibus aut silvis muniuntur. Nec quicquam notabile in singulis, nisi quod in commune Nerthum, id est Terram matrem, colunt eamque intervenire rebus hominum, invehi populis arbitrantur. Est in insula Oceani castum nemus, dicatumque in eo vehiculum, veste contectum; attingere uni sacerdoti concessum. Is adesse penetrali deam intellegit vectamque bubus feminis multa cum veneratione prosequitur. Laeti tunc dies, festa loca, quaecumque adventu hospitioque dignatur. Non bella ineunt, non arma sumunt; clausum omne ferrum; pax et quies tunc tantum nota, tunc tantum amata, donec idem sacerdos satiatam conversatione mortalium deam templo reddat. Mox vehiculum et vestes et, si credere velis, numen ipsum secreto lacu abluitur. Servi ministrant, quos statim idem lacus haurit. Arcanus hinc terror sanctaque ignorantia, quid sit illud, quod tantum perituri vident. | Переклад на англійську A. Р. Бірлі By contrast, the Langobardi are distinguished by being few in number. Surrounded by many mighty peoples they have protected themselves not by submissiveness but by battle and boldness. Next to them come the Ruedigni, Aviones, Anglii, Varini, Eudoses, Suarines, and Huitones, protected by river and forests. There is nothing especially noteworthy about these states individually, but they are distinguished by a common worship of Nerthus, that is, Mother Earth, and believes that she intervenes in human affairs and rides through their peoples. There is a sacred grove on an island in the Ocean, in which there is a consecrated chariot, draped with cloth, where the priest alone may touch. He perceives the presence of the goddess in the innermost shrine and with great reverence escorts her in her chariot, which is drawn by female cattle. There are days of rejoicing then and the countryside celebrates the festival, wherever she designs to visit and to accept hospitality. No one goes to war, no one takes up arms, all objects of iron are locked away, then and only then do they experience peace and quiet, only then do they prize them, until the goddess has had her fill of human society and the priest brings her back to her temple. Afterwards the chariot, the cloth, and, if one may believe it, the deity herself are washed in a hidden lake. The slaves who perform this office are immediately swallowed up in the same lake. Hence arises dread of the mysterious, and piety, which keeps them ignorant of what only those about to perish may see. | Переклад на англійську Гарольда Меттінглі: The Langobardi, by contrast, are distinguished by the fewness of their numbers. Ringed round as they are by many mighty peoples, they find safety not in obsequiousness but in battle and its perils. After them come the Reudingi, Aviones, Anglii, Varini, Eudoses, Suarini and Nuitones, behind their ramparts of rivers and woods. There is nothing noteworthy about these peoples individually, but they are distinguished by a common worship of Nerthus, or Mother Earth. They believe that she interests herself in human affairs and rides among their peoples. In an island of the Ocean stands a sacred grove, and in the grove a consecrated cart, draped with cloth, which none but the priest may touch. The priest perceives the presence of the goddess in this holy of holies and attends her, in deepest reverence, as her cart is drawn by heifers. Then follow days of rejoicing and merry-making in every place that she designs to visit and be entertained. No one goes to war, no one takes up arms; every object of iron is locked away; then, and only then, are peace and quiet known and loved, until the priest again restores the goddess to her temple, when she has had her fill of human company. After that the cart, the cloth and, if you care to believe it, the goddess herself are washed clean in a secluded lake. This service is performed by slaves who are immediately afterwards drowned in the lake. Thus mystery begets terror and pious reluctance to ask what the sight can be that only those doomed to die may see. | З іншого боку, мала кількість робить людину благородною: оточені численними та могутніми націями, вони були захищені не покорою, а битвами та ризиком для життя. Тоді реудіґни, авіони, англи, варіни, евдоси, суаріни та нуїтони укріплені річками чи лісами. І в кожному з них немає нічого помітного, окрім того, що вони спільно поклоняються Нертус, тобто Матері-Землі, і вірять, що вона втручається в справи людей і ведеться народами. Є цнотливий гай на острові в Океані, і в ньому священний транспортний засіб, покритий одягом; Дістатися до нього було дозволено одному жерцю. Він розуміє, що богиня присутня в храмі, і з великою пошаною слідує за волами, привезеними до жінок. Далі є щасливі дні, святкові місця, будь-що, що зволить вітати вас і запропонувати гостинність. Вони не ведуть війни, не беруться за зброю; Все залізо замкнено; Спокій і тиша відомі лише тоді, улюблені лише тоді, доки той же жрець, наситившись розмовами смертних, не повертає богиню до храму. Незабаром транспортний засіб, одяг і, якщо ви хочете вірити, саме божество вимиваються в таємному озері. Обслуговують слуги, яких те саме озеро відразу поглинає. Звідси таємничий жах і священне незнання того, що це таке, яке бачать лише ті, хто збирається загинути. |  |

### Вози, процесії возів, ванір і циклічні ритуали

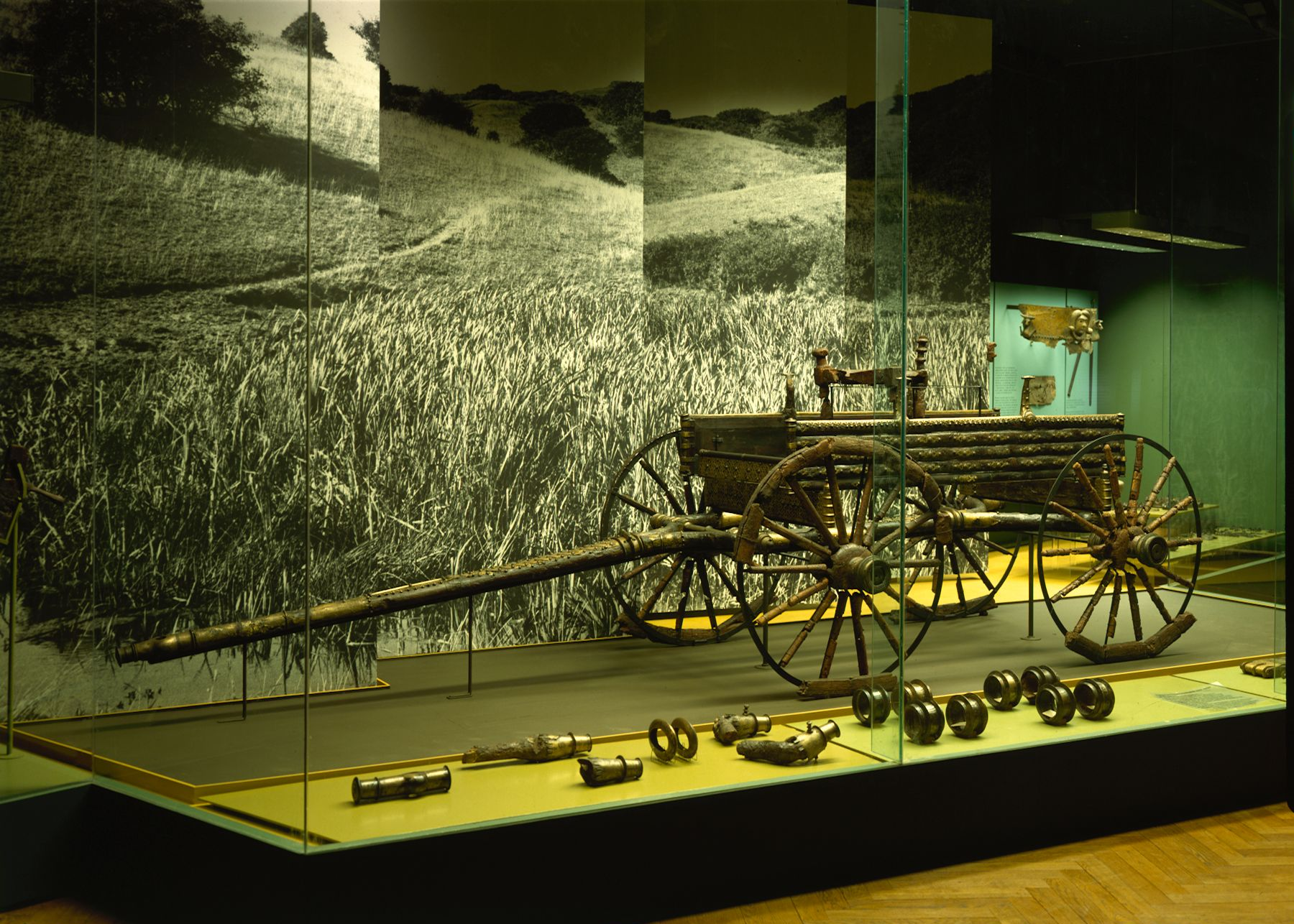
Візок Дейб'єрга, виставлений в Національному музеї Данії, був знайдений у торфовищі в Данії і датується приблизно часом Тацита.
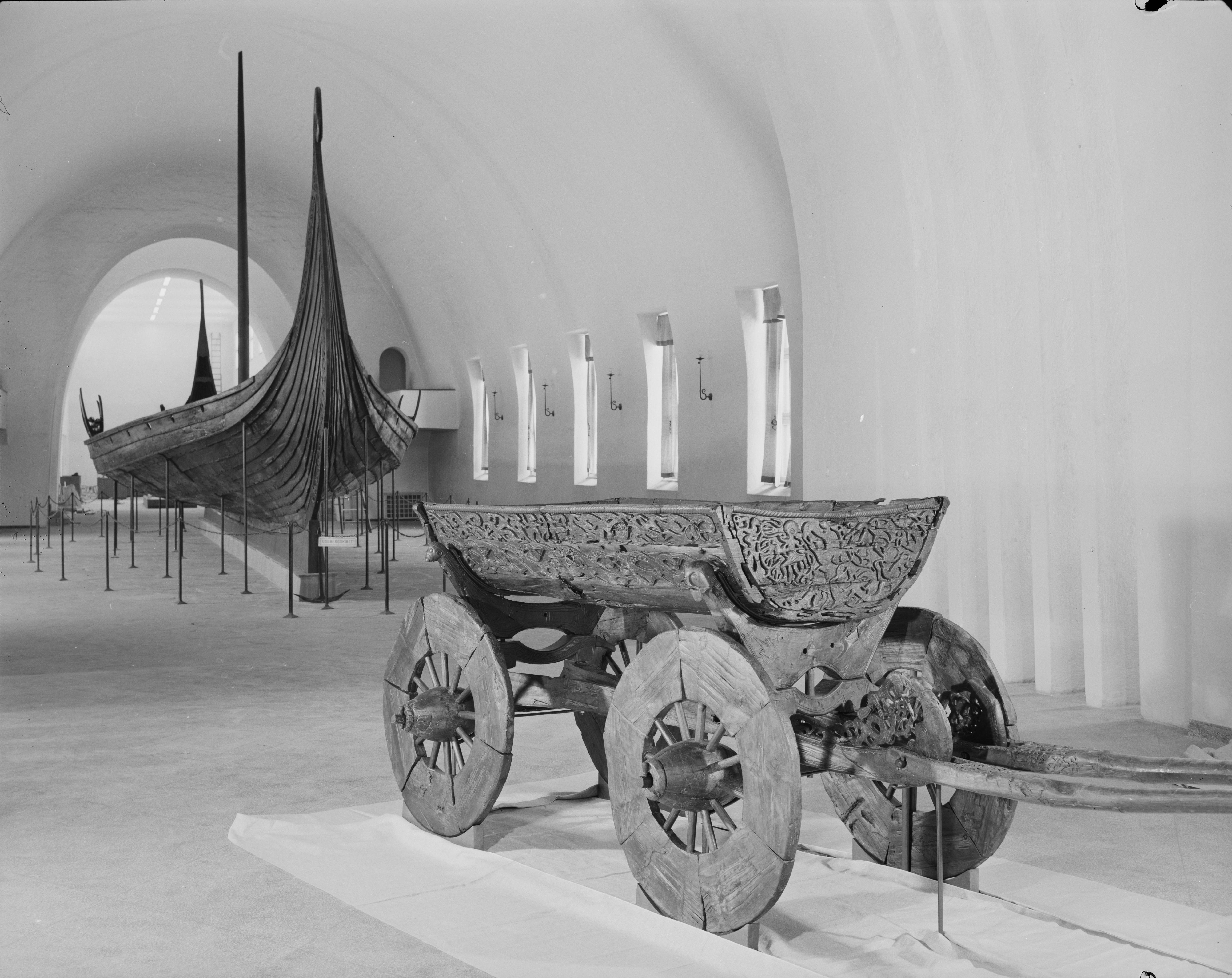
Реконструйований церемоніальний візок, знайдений у корабельному похованні епохи вікінгів в Осеберзі. На одній стороні воза зображено дев'ять котів.
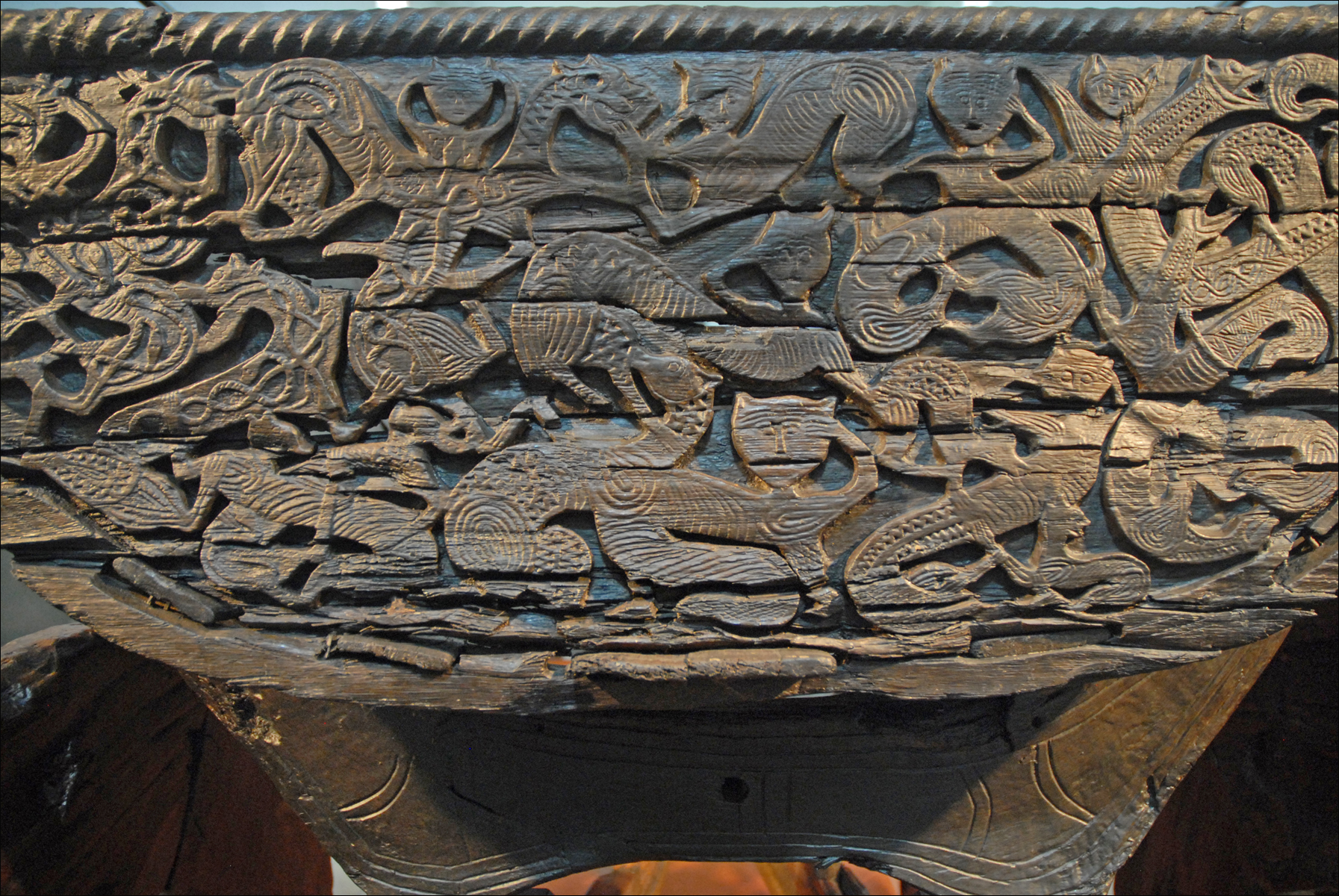
Деталь зображення дев'яти котів на візку Осеберга

### Болотні тіла

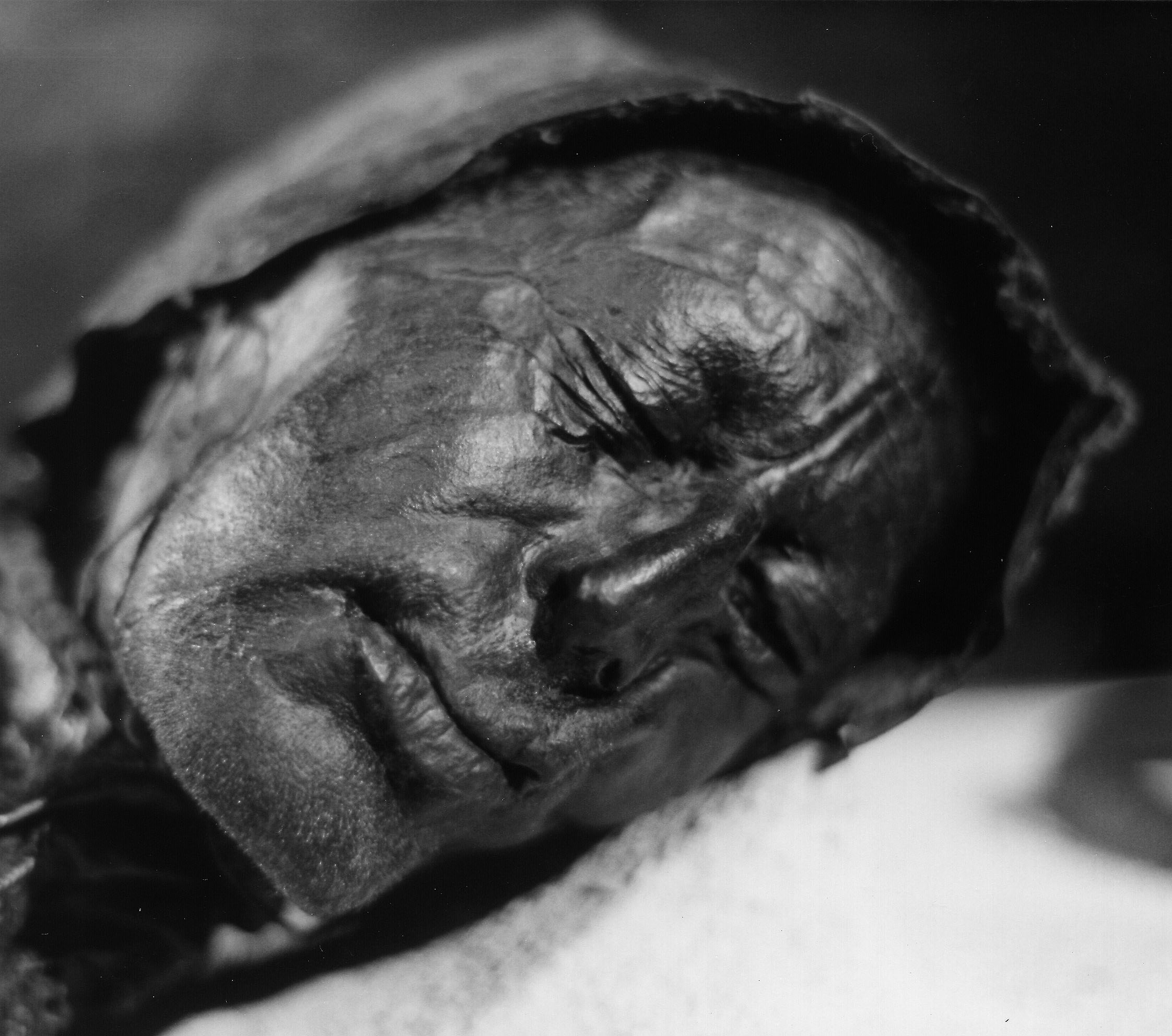
Обличчя людини Толлунда, добре збереженого ритуального тіла, знайденого в Данії і датованого четвертим IV до нашої ери.

### «Мати-Земля» і римський культ Кібели

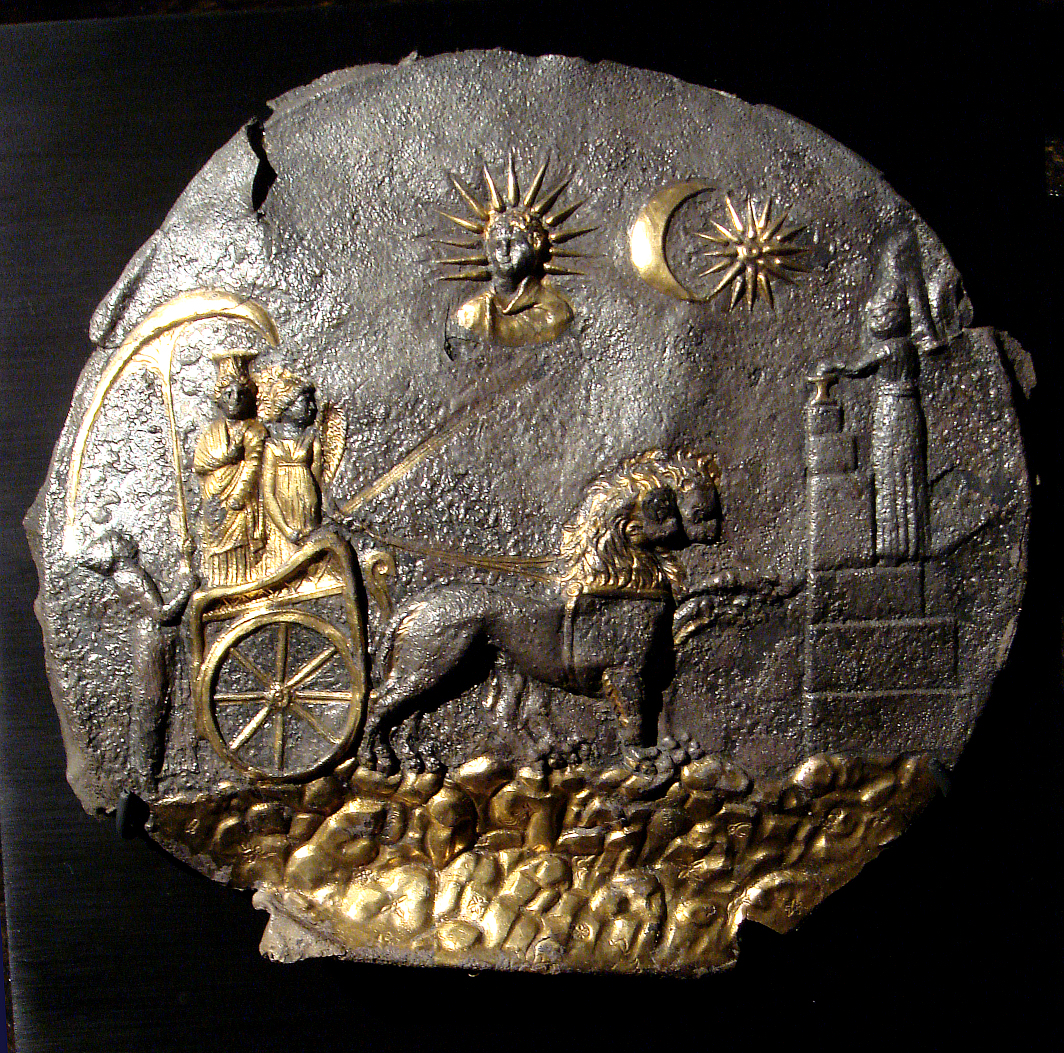
Зображення фрігійської богині Кібели з колісницею, запряженою левами, датоване ІІІ століттям до нашої ери